# Сукачи (Киевская область)
Сукачи (укр. Сукачі) — село, входит в Иванковский район Киевской области Украины.
Население по переписи 2001 года составляло 1636 человек. Почтовый индекс — 07205. Телефонный код — 4591. Занимает площадь 2,6 км². Код КОАТУУ — 3222082002.

## Местный совет
07205, Київська обл., Іванківський р-н, с. Сукачі